# Alexander Robertus Todd
Alexander Robertus Todd, barone Todd (Glasgow, 2 ottobre 1907 – Cambridge, 10 gennaio 1997), è stato un chimico scozzese.
Le sue ricerche sulla struttura e la sintesi dei nucleotidi e dei nucleosidi gli valsero il premio Nobel per la chimica nel 1957.

## Biografia
Todd nacque a Glasgow e frequentò la Allan Glen's School, laureandosi successivamente all'Università di Glasgow conseguendo il bachelor in scienze nel 1928. Conseguì il PhD nel 1931 dopo aver frequentato la Johann Wolfgang Goethe-Universität di Francoforte sul Meno, con una tesi sulla chimica degli acidi biliari. Dopo avere studiato all'Oriel College di Oxford, ottenne un altro dottorato nel 1933 e collaborò con l'Istituto Lister di Medicina Preventiva, Londra, e con l'Università di Londra.
Todd divenne professore di chimica e direttore dei laboratori chimici presso l'Università di Manchester nel 1938, dove iniziò il suo lavoro sui nucleosidi, composti che formano le unità strutturali degli acidi nucleici (DNA e RNA). Insegnò chimica organica dal 1944 al 1971 presso il Christ's College di Cambridge e nel 1949 sintetizzò l'adenosina trifosfato (ATP) e la flavin adenina dinucleotide (FAD).
Nel 1955 chiarì la struttura della vitamina B12, soffermandosi successivamente sullo studio della struttura e sintesi della vitamina B1 e della vitamina E, delle antocianine e studiò gli alcaloidi contenuti nell'hashish e nella marijuana. Fu presidente della commissione sulla politica scientifica del governo britannico dal 1952 al 1964, ricevendo il titolo di sir nel 1954 e diventando Barone Todd, di Trumpington nella contea di Cambridgeshire, nel 1962. Nel 1977 fu nominato Ordine al Merito del Regno Unito.
Lord Todd era sposato con Alison Sarah, figlia del premio Nobel per la medicina Henry Hallett Dale; insieme ebbero un figlio e due figlie.